# Niebezpieczne związki
Niebezpieczne związki (fr. Les Liaisons dangereuses) – powieść epistolarna Pierre’a Choderlosa de Laclos wydana w 1782 w Paryżu przez wydawnictwo „Durand neveu”, w Polsce wydana w 1912 we Lwowie przez Księgarnię Polską Bernarda Połonieckiego; powieści od początku towarzyszyła aura skandalu obyczajowego i opinia książki niemoralnej. Współcześnie wielokrotnie ekranizowana, także w uwspółcześnionej wersji.

## Treść
U źródeł intrygi leży urażona ambicja markizy de Merteuil. Aby zemścić się na mężczyźnie, który przedłożył nad jej wdzięki świeżość i niewinność wychowanego w klasztorze dziewczęcia, namawia swojego dawnego kochanka, wicehrabiego de Valmont, aby uwiódł Cecylię de Volanges – właśnie ową cnotliwą i naiwną pannę. Pragnie, aby młody małżonek znalazł w swoim łożu zamiast zawstydzonej dziewicy wyrafinowaną libertynkę. Valmont początkowo odmawia, gdyż nudzi go perspektywa łatwej zdobyczy, zwłaszcza że zafascynowany jest niedostępną pięknością – prezydentową de Tourvel. W przeciwieństwie do markizy, która jedynie udaje cnotliwą i pobożną damę, pani de Tourvel rzeczywiście zasługuje na swoją znakomitą reputację; dlatego też cyniczny Valmont traktuje ten podbój jako wielkie wyzwanie. Markiza musi więc działać innymi sposobami: jako przyjaciółka matki Cecylii często widuje młodą dziewczynę. Stopniowo zdobywa zaufanie dziewczyny, staje się powiernicą i doradczynią. Widząc odwzajemnione zainteresowanie młodej panny kawalerem Danceny, podsyca je i steruje wydarzeniami, by wzniecić ogień uczucia Cecylii.
Jednocześnie, czyniący dużo wolniejsze niż się spodziewał postępy w zdobywaniu pani de Tourvel, Valmont odkrywa, że matka Cecylii poinformowała ją o jego reputacji pozbawionego serca i skrupułów uwodziciela. Rozwścieczony postanawia się zemścić, uwodząc jej córkę Cecylię, co osiąga bez przeszkód. Oczywiście stoi za tym markiza, która w ten sposób zamierza osiągnąć swój cel, a na razie rozkoszuje się nowym kochankiem – tym właśnie Dancenym, w którym do szaleństwa kocha się Cecylia. Jednak gdy zdaje jej się, że wszystko w końcu idzie po jej myśli, przychodzi cios z najmniej spodziewanej strony: odkrywa, że cyniczny dotąd i równie wyrachowany, jak ona sama Valmont, rozkochując w sobie panią de Tourvel, sam wpadł w sidła miłości. Zazdrosna markiza de Merteuil nie może znieść myśli o tym, by ktoś odebrał jej władzę nad dawnym kochankiem. Wierząc w swój wielki wpływ na Valmonta i znając jego ambicję, podstępnie namawia go, aby porzucił nową kochankę, przekonując go, że tylko tak może zaznać w pełni triumfu wielkiego podboju. Danceny i Cecylia, których uczucia nie wygasły, nawiązują intymne stosunki.
Zmanipulowany Valmont odtrąca panią de Tourvel, która z rozpaczy popada w ciężką chorobę. Tymczasem Danceny dowiaduje się od markizy o romansie Valmonta z Cecylią i wyzywa go na pojedynek. Valmont umiera w wyniku ran odniesionych w walce, lecz przed śmiercią przekazuje Danceny’emu korespondencję świadczącą o intrygach de Merteuil. Na wieść o śmierci ukochanego pani de Tourvel umiera. Działania markizy de Merteuil stają się powszechnie znane i spotyka ją towarzyski ostracyzm, ponadto po przejściu ospy zostaje oszpecona. Cecylia za zgodą matki wstępuje do klasztoru, w którym się wychowywała, a Danceny opuszcza kraj.

## Bohaterowie
- Markiza de Merteuil – piękna wdowa, wyrafinowana uwodzicielka, ciesząca się reputacją cnotliwej i pobożnej damy; motorem jej działań jest ambicja i żądza władzy. Jak nikt zna ludzkie serca i wie, jak manipulować innymi, aby osiągnąć własne cele.
- Wicehrabia de Valmont – dawny kochanek markizy i jej pojętny uczeń, wciąż pozostający pod wielkim wpływem pani de Merteuil.
- Cecylia de Volanges – młoda dziewczyna, wychowana w klasztorze, z którego zostaje zabrana, gdy już pewne jest jej przyszłe małżeństwo z mężczyzną, którego nigdy nie widziała. Przerażona, garnie się do okazującej jej zrozumienie markizy. Zakochuje się w młodym i przystojnym kawalerze Dancenym.
- Prezydentowa de Tourvel – cnotliwa, pobożna dama, odznaczająca się wyjątkową urodą. Jej nieskazitelna i w pełni zasłużona reputacja jest wielkim wyzwaniem dla Valmonta.
- Kawaler Danceny – młodzieniec zakochany w Cecylii. Na przeszkodzie jego małżeństwa z Cecylią stoi jej matka, która zaaranżowała już dla córki korzystniejszy związek.
- Pani de Volanges – matka Cecylii, surowa dewotka. Jej chłód wobec córki sprawia, że dziewczyna tak szybko lgnie do okazującej jej serdeczność markizy.
- Pani de Rosemonde – ciotka wicehrabiego de Valmont. Przyjaciółka pań de Tourvel i de Volagnes, także korespondentka innych postaci.

## Wybrane ekranizacje kinowe
- Niebezpieczne związki (Les Liaisons dangereuses, 1959), reżyseria: Roger Vadim, w rolach głównych: Jeanne Moreau, Gérard Philipe i Annette Vadim. Akcja książki przeniesiona w lata pięćdziesiąte XX wieku.
- Wierna żona (Une femme fidèle, Game of Seduction), 1976, reżyseria: Roger Vadim, w rolach głównych: Sylvia Kristel, Nathalie Delon, Jon Finch.
- Niebezpieczne związki (Dangerous Liaisons, 1988), reżyseria: Stephen Frears, w rolach głównych: Glenn Close, John Malkovich i Michelle Pfeiffer. Film był nominowany do Oscara w siedmiu kategoriach, zdobył trzy z nich.
- Valmont (1989), reżyseria: Miloš Forman, w rolach głównych: Annette Bening, Colin Firth i Meg Tilly.
- Szkoła uwodzenia (Cruel Intentions, 1999), reżyseria: Roger Kumble, w rolach głównych: Sarah Michelle Gellar, Ryan Phillippe i Reese Witherspoon. Swobodna adaptacja, akcja toczy się pod koniec XX wieku w Ameryce.
- Untold Scandal 2003, reżyseria: Lee Je Yong, w rolach głównych: Lee Mik Suk, Jeon Do Yeon i Bae Yong Joon. Swobodna adaptacja powieści, wydarzenia rozgrywają się w osiemnastowiecznej Korei.

## Wybrane ekranizacje telewizyjne
- Les Liaisons dangereuses 1980, film produkcji francuskiej, reżyseria: Claude Barma, w rolach głównych: Claude Degliame, Jean-Pierre Bouvier i Maïa Simon.
- Les Liaisons dangereuses 2003, miniserial produkcji francuskiej, reżyseria: Josée Dayan, w rolach głównych: Catherine Deneuve, Rupert Everett i Nastassja Kinski.

## Adaptacje operowe
- Les liaisons dangereuses belgijskiego kompozytora Pieta Swertsa.
- The Dangerous Liaisons amerykańskiego kompozytora Conrada Susy. Opera została wystawiona w San Francisco Opera.